# Grupo cuántico localmente compacto
En matemáticas y física teórica, un grupo cuántico localmente compacto es un enfoque C*-algebraico relativamente nuevo hacia el grupo cuántico, que generaliza los enfoques del álgebra de Kac, del grupo cuántico compacto y del álgebra de Hopf. Los intentos anteriores de lograr una definición unificadora de grupos cuánticos utilizando, por ejemplo, unitarios multiplicativos, han tenido cierto éxito, pero también han encontrado varios problemas técnicos.
Una de las principales características que distingue a este nuevo enfoque de sus predecesores es la existencia axiomática de pesos invariantes a izquierda y derecha. Esto proporciona un análogo no conmutativo de la medida de Haar a izquierda y derecha en un grupo de Hausdorff localmente compacto.

## Definiciones
Antes de que siquiera se pueda comenzar a definir adecuadamente un grupo cuántico localmente compacto, primero se debe definir una serie de conceptos preliminares y también enunciar algunos teoremas.
Definición (peso). Sea {\displaystyle A} un C*-álgebra y {\displaystyle A_{\geq 0}} denota el conjunto de elementos positivos de {\displaystyle A}. Un peso en {\displaystyle A} es una función {\displaystyle \phi :A_{\geq 0}\to [0,\infty ]} tal que
- {\displaystyle \phi (a_{1}+a_{2})=\phi (a_{1})+\phi (a_{2})} para todos los {\displaystyle a_{1},a_{2}\in A_{\geq 0}}, y
- {\displaystyle \phi (r\cdot a)=r\cdot \phi (a)} para todos los {\displaystyle r\in [0,\infty )} y {\displaystyle a\in A_{\geq 0}}.

Algunas notaciones para pesos. Sea {\displaystyle \phi } un peso en un C* álgebra {\displaystyle A}. Se usa la siguiente notación:
- {\displaystyle {\mathcal {M}}_{\phi }^{+}:=\{a\in A_{\geq 0}\mid \phi (a)<\infty \}}, que se denomina conjunto de todos los elementos positivos integrables en {\displaystyle \phi } de {\displaystyle A}.
- {\displaystyle {\mathcal {N}}_{\phi }:=\{a\in A\mid \phi (a^{*}a)<\infty \}}, que se denomina conjunto de todos los elementos integrables al cuadrado {\displaystyle \phi } de {\displaystyle A}.
- {\displaystyle {\mathcal {M}}_{\phi }:={\text{Ámbito}}~{\mathcal {M}}_{\phi }^{+}={\text{Ámbito}}~{\mathcal {N}}_{\phi }^{*}{\mathcal {N}}_{\phi }}, que se denomina conjunto de todos los elementos {\displaystyle \phi }-integrables de {\displaystyle A}.

Tipos de pesos. Sea {\displaystyle \phi } un peso en una C*-álgebra {\displaystyle A}.
- Se dice que {\displaystyle \phi } es fiel si y solo si {\displaystyle \phi (a)\neq 0} para cada {\displaystyle a\in A_{\geq 0}} distinto de cero.
- Se dice que {\displaystyle \phi } es semicontinuo inferior si y solo si el conjunto {\displaystyle \{a\in A_{\geq 0}\mid \phi (a)\leq \lambda \}} es un subconjunto cerrado de {\displaystyle A} para cada {\displaystyle \lambda \in [0,\infty ]}.
- Se dice que {\displaystyle \phi } está densamente definido si y solo si {\displaystyle {\mathcal {M}}_{\phi }^{+}} es un subconjunto denso de {\displaystyle A_{\geq 0}}, o de manera equivalente, si y solo si {\displaystyle {\mathcal {N}}_{\phi }} o {\displaystyle {\mathcal {M}}_{\phi }} es un subconjunto denso de {\displaystyle A}.
- Se dice que {\displaystyle \phi } es propio si y solo si es distinto de cero, semicontinuo inferior y densamente definido.

Definición (grupo de un parámetro). Sea {\displaystyle A} una C* álgebra. Un grupo de un parámetro en {\displaystyle A} es una familia {\displaystyle \alpha =(\alpha _{t})_{t\in \mathbb {R} }} de *automorfismos de {\displaystyle A} que satisface {\displaystyle \alpha _{s}\circ \alpha _{t}=\alpha _{s+t}} para todos los {\displaystyle s,t\in \mathbb {R} }. Se dice que {\displaystyle \alpha } es una norma-continua si y solo si para cada {\displaystyle a\in A}, la aplicación {\displaystyle \mathbb {R} \to A} definida por {\displaystyle t\mapsto {\alpha _{t}}(a)} es continua.
Definición (extensión analítica de un grupo de un parámetro). Dado un grupo de un parámetro continuo de norma {\displaystyle \alpha } en una C* álgebra {\displaystyle A}, se define una Extensión analítica de {\displaystyle \alpha }. Para cada {\displaystyle z\in \mathbb {C} }, sea
{\displaystyle I(z):=\{y\in \mathbb {C} \mid |\Im (y)|\leq |\Im (z)|\}},
que es una franja horizontal en el plano complejo. Se denomina a una función {\displaystyle f:I(z)\to A} norma-regular si y solo si se cumplen las siguientes condiciones:
- Es analítica en el interior de {\displaystyle I(z)}, es decir, para cada {\displaystyle y_{0}} en el interior de {\displaystyle I(z)}, el límite {\displaystyle \displaystyle \lim _{y\to y_{0}}{\frac {f(y)-f(y_{0})}{y-y_{0}}}} existe con respecto a la topología norma en {\displaystyle A}.
- Está acotado por normas en {\displaystyle I(z)}.
- Es norma continua en {\displaystyle I(z)}.

Supóngase ahora que {\displaystyle z\in \mathbb {C} \setminus \mathbb {R} }, y considérese que
{\displaystyle D_{z}:=\{a\in A\mid {\text{There exists a norm-regular}}~f:I(z)\to A~{\text{such that}}~f(t)={\alpha _{t}}(a)~{\text{for all}}~t\in \mathbb {R} \}.}
Entonces, se define {\displaystyle \alpha _{z}:D_{z}\to A} por {\displaystyle {\alpha _{z}}(a):=f(z)}. La función {\displaystyle f} está determinada de forma única (por la teoría de funciones analíticas complejas), por lo que {\displaystyle \alpha _{z}} está bien definida. La familia {\displaystyle (\alpha _{z})_{z\in \mathbb {C} }} se denomina entonces extensión analítica de {\displaystyle \alpha }.
Teorema 1. El conjunto {\displaystyle \cap _{z\in \mathbb {C} }D_{z}}, llamado conjunto de elementos analíticos de {\displaystyle A}, es un subconjunto denso de {\displaystyle A}.
Definición (peso K.M.S.). Sea {\displaystyle A} una C* álgebra y {\displaystyle \phi :A_{\geq 0}\to [0,\infty ]} un peso en {\displaystyle A}. Se dice que {\displaystyle \phi } es un peso K.M.S. ('K.M.S.' significa 'Kubo-Martin-Schwinger') en {\displaystyle A} si y solo si {\displaystyle \phi } es un peso propio en {\displaystyle A} y existe un grupo normado continuo de un parámetro {\displaystyle (\sigma _{t})_{t\in \mathbb {R} }} en {\displaystyle A} tal que
- {\displaystyle \phi } es invariante bajo {\displaystyle \sigma }, es decir, {\displaystyle \phi \circ \sigma _{t}=\phi } para todos los {\displaystyle t\in \mathbb {R} }, y
- por cada {\displaystyle a\in {\text{Dom}}(\sigma _{i/2})}, se tiene que {\displaystyle \phi (a^{*}a)=\phi (\sigma _{i/2}(a)[\sigma _{i/2}(a)]^{*})}.

Denótese por {\displaystyle M(A)} el álgebra multiplicadora de {\displaystyle A}.
Teorema 2. Si {\displaystyle A} y {\displaystyle B} son C* álgebras y {\displaystyle \pi :A\to M(B)} es un homomorfismo* no degenerado (es decir, {\displaystyle \pi [A]B} es un subconjunto denso de {\displaystyle B}), entonces se puede extender {\displaystyle \pi } de forma única a un *homomorfismo {\displaystyle {\overline {\pi }}:M(A)\to M(B)}.
Teorema 3. Si {\displaystyle \omega :A\to \mathbb {C} } es un estado (es decir, un funcional lineal positivo de norma {\displaystyle 1}) en {\displaystyle A}, entonces se puede extender {\displaystyle \omega } de forma única a un estado {\displaystyle {\overline {\omega }}:M(A)\to \mathbb {C} } en {\displaystyle M(A)}.
Definición (grupo cuántico localmente compacto). Un (C*-algebraico) grupo cuántico localmente compacto es un par ordenado {\displaystyle {\mathcal {G}}=(A,\Delta )}, donde {\displaystyle A} es una C* álgebra y {\displaystyle \Delta :A\to M(A\otimes A)} es un *homomorfismo no degenerado, llamado co-multiplicación, que satisface las siguientes cuatro condiciones:
- La comultiplicación es coasociativa, es decir, {\displaystyle {\overline {\Delta \otimes \iota }}\circ \Delta ={\overline {\iota \otimes \Delta }}\circ \Delta }.
- Los conjuntos {\displaystyle \left\{{\overline {\omega \otimes {\text{id}}}}(\Delta (a))~{\big |}~\omega \in A^{*},~a\in A\right\}} y {\displaystyle \left\{{\overline {{\text{id}}\otimes \omega }}(\Delta (a))~{\big |}~\omega \in A^{*},~a\in A\right\}} son subconjuntos linealmente densos de {\displaystyle A}.
- Existe un peso K.M.S. fiel {\displaystyle \phi } en {\displaystyle A} que es invariante a la izquierda, es decir, {\displaystyle \phi \!\left({\overline {\omega \otimes {\text{id}}}}(\Delta (a))\right)={\overline {\omega }}(1_{M(A)})\cdot \phi (a)} para todos los {\displaystyle \omega \in A^{*}} y {\displaystyle a\in {\mathcal {M}}_{\phi }^{+}}.
- Existe un peso K.M.S. {\displaystyle \psi } en {\displaystyle A} que es invariante a la derecha, es decir, {\displaystyle \psi \!\left({\overline {{\text{id}}\otimes \omega }}(\Delta (a))\right)={\overline {\omega }}(1_{M(A)})\cdot \psi (a)} para todos los {\displaystyle \omega \in A^{*}} y {\displaystyle a\in {\mathcal {M}}_{\phi }^{+}}.

A partir de la definición de un grupo cuántico localmente compacto, se puede demostrar que el peso K.M.S. {\displaystyle \psi } es automáticamente fiel. Por lo tanto, la fidelidad de {\displaystyle \psi } es una condición redundante y no necesita ser postulada.

## Dualidad
La categoría de grupos cuánticos localmente compactos permite una construcción dual con la que se puede demostrar que el bi-dual de un grupo cuántico localmente compacto es isomorfo al original. Este resultado proporciona una generalización de gran alcance de la dualidad de Pontriaguin para grupos abelianos de Hausdorff localmente compactos.

## Formulaciones alternativas
La teoría tiene una formulación equivalente en términos del álgebra de von Neumann.